# Khong Ezhdehā
Khong Ezhdehā (persiska: خنگ اژدها) är en ort i Iran.   Den ligger i provinsen Khuzestan, i den centrala delen av landet, 400 km söder om huvudstaden Teheran. Khong Ezhdehā ligger 848 meter över havet och antalet invånare är 629.
Terrängen runt Khong Ezhdehā är varierad. Runt Khong Ezhdehā är det ganska tätbefolkat, med 56 invånare per kvadratkilometer. Närmaste större samhälle är Jangeh, 14,7 km nordost om Khong Ezhdehā. Omgivningarna runt Khong Ezhdehā är i huvudsak ett öppet busklandskap.